# Frederick H. Mueller
Pour les articles homonymes, voir Mueller.
Frederick Henry Mueller, né le 22 novembre 1893 à Grand Rapids (Michigan) et mort le 31 août 1976 au même endroit, est un homme politique américain. Membre du Parti républicain, il est secrétaire au Commerce entre 1959 et 1961 dans l'administration du président Dwight D. Eisenhower.

## Source
- (en) Cet article est partiellement ou en totalité issu de l’article de Wikipédia en anglais intitulé « Frederick H. Mueller » (voir la liste des auteurs).